# 30a Mostra Internacional de Cinema de Venècia
La 30a Mostra Internacional de Cinema de Venècia va tenir lloc del 23 d'agost al 5 de setembre de 1969 sota la direcció d'Ernesto G. Laura. No hi hagué durat perquè els edicions del 1969 al 1969 no van ser competitives. Es va acordar, però, un Lleó d'Or especial per Luis Buñuel en homenatge a la seva carrera

## Pel·lícules premiades
| Títol original              | Director(s)          | País de producció |
| --------------------------- | -------------------- | ----------------- |
| Fellini Satyricon           | Federico Fellini     | Itàlia            |
| La primera carga al machete | Manuel Octavio Gómez | Cuba              |
| Zaseda                      | Živojin Pavlović     | Iugoslàvia        |
| La sangre del cóndor        | Jorge Sanjinés       | Bolívia           |
| Cest a sláva                | Hynek Bocan          | Txèquia           |
| Cardillac                   | Edgar Reitz          | Alemanya          |

## Premis
- Premi Pasinetti 
  - Millor pel·lícula estrangera - Cest a sláva (Hynek Bocan)
  - Millor pel·lícula italiana -  Fellini Satyricon (Federico Fellini)
- Premi CIDALC 
  - Zaseda (Živojin Pavlović)
- Timó daurat
  - La sangre del cóndor (Jorge Sanjinés)
- Premi Luis Buñuel 
  - La primera carga al machete (Manuel Octavio Gómez)